# Albert Knoll (Chemiker)
Georg Wilhelm Albert Knoll (* 4. Juni 1858 in Braunschweig; † 1. Mai 1952 in Baden-Baden) war ein deutscher Chemiker und Unternehmer. Die von ihm 1886 gegründete Chemische Fabrik Knoll, spätere Knoll AG, führte er zu einem Unternehmen mit Weltgeltung.

## Leben und Werk
Der Sohn des Braunschweiger Schneidermeisters und Mitglieds des Magistrats, Friedrich Wilhelm Knoll (1817–1880), legte sein Abitur am Braunschweiger Realgymnasium ab.

### Studium und erste Berufsjahre
Nach einem Lehrjahr in der Chininfabrik Buchler schloss sich im Wintersemester 1875 ein zweijähriges Studium der Technischen Chemie am Braunschweiger Collegium Carolinum an. Während seines Studiums wurde er 1876 Mitglied der Braunschweiger Burschenschaft Germania. Für die beste Semesterarbeit erhielt er 1877 eine Auszeichnung. Seine akademischen Lehrer waren Robert Otto und Friedrich Knapp. Knoll setzte sein Chemiestudium 1877 an der Universität Göttingen fort, wo er u. a. bei Friedrich Wöhler hörte. Er wurde 1878 bei Hans Hübner zum Dr. phil promoviert und ging dann erneut nach Braunschweig, wo er bis 1879 als Vorlesungsassistent Ottos arbeitete. Es folgte eine Tätigkeit als Direktionsassistent in der Steingutfabrik Bauer in Magdeburg. Nachdem er 1880 seinen Militärdienst abgeleistet hatte, arbeitete er als Chemiker bei der Dresdner Arzneimittelfirma Gehe & Compagnie, wo auch sein Bruder, der Kaufmann Hans Knoll, und der Freund und spätere Schwager Max Daege tätig waren. Knoll nahm 1885 eine Tätigkeit bei J. A. Wink & Compagnie Limited in England auf, wo er 1886 ein wirtschaftliches Verfahren zur Überführung von Morphin in Codein mittels Methylierung erfand. Die hustenstillende Wirkung des Codeins war um 1875 entdeckt worden. Da es in Mohnkapseln nur mit einem Gehalt von weniger als 1 % vorkommt, war die Isolierung aufwendig und der Preis sehr hoch. Durch Knolls Verfahren wurden codeinhaltige Medikamente breiteren Bevölkerungsschichten zugänglich.

### Gründung der Chemischen Fabrik Knoll
Knoll kehrte 1886 nach Deutschland zurück und trat in die kleine Firma von Max Daege ein, die dieser in Ludwigshafen am Rhein übernommen hatte. Dort stellte er erfolgreich Morphinderivate im technischen Maßstab her und patentierte im August 1886 die Herstellverfahren für Codein und Ethylmorphin. Am 23. Oktober 1886 gründete Knoll gemeinsam mit seinem Bruder Hans Knoll (Geheimer Kommerzienrat) und seinem Schwager Max Daege die Chemische Fabrik Knoll & Compagnie. Wenig später entwickelte Knoll ein wirtschaftliches Verfahren zur Herstellung von Theobromin aus Kakaoschalen. Damit konnte der Preis der extrem teuren Substanz auf ein Achtel des bisherigen gesenkt werden und diese der allgemeinen therapeutischen Verwendung als Diuretikum zugänglich gemacht werden. Im Jahre 1891 wurde die erste ausländische Produktionsstätte in Liestal in der Schweiz gegründet. Das Unternehmen besaß bereits vor dem Ersten Weltkrieg Weltgeltung. Knoll war bis 1925 Geschäftsführer. In diesem Jahr wurde die Firma in eine Aktiengesellschaft umgewandelt. Knoll gehörte dem Aufsichtsrat bis 1938 an und war seit 1930 Aufsichtsratsvorsitzender.
Im Jahre 1948 wurde er von der Universität Würzburg mit der Verleihung des Ehrendoktortitels (Dr. med. h. c.) geehrt.

## Nachleben
Die Mehrheit an der Knoll AG in Ludwigshafen am Rhein wurde 1975 von der BASF übernommen. Im Jahre 1982 wurde die Knoll AG eine 100%ige BASF-Tochter. 2001 übernahm der Pharmakonzern Abbott das Pharmageschäft der BASF AG.
Der von der Knoll AG gestiftete Albert-Knoll-Preis wird jährlich für hervorragende Arbeiten auf dem Gebiet der Inneren Medizin vergeben.

## Werke (Auswahl)
- Über Codein. In: Pharmazeutische Zentralhalle 30, 1889, S. 39